# Tricellaria longispinosa
Tricellaria longispinosa är en mossdjursart som först beskrevs av Yanagi och Okada 1918.  Tricellaria longispinosa ingår i släktet Tricellaria och familjen Candidae. Inga underarter finns listade i Catalogue of Life.